# IC 2542
IC 2542 — галактика типу SBc () у сузір'ї Малий Лев.
Цей об'єкт міститься в оригінальній редакції індексного каталогу.